# توزسوز (آماسیه)
توزسوز (به ترکی استانبولی: Tuzsuz) یک منطقهٔ مسکونی در ترکیه است که در آماسیه واقع شده‌است.